# サンス
サンス（Sens）は、フランス中央部のブルゴーニュ＝フランシュ＝コンテ地域圏ヨンヌ県北西部にある、人口2万7千人の町である。

## 地理
分県の北西部、ブルゴーニュ地域圏が半島のように北西につきだしたサンス郡の中心都市である。

## 見どころ

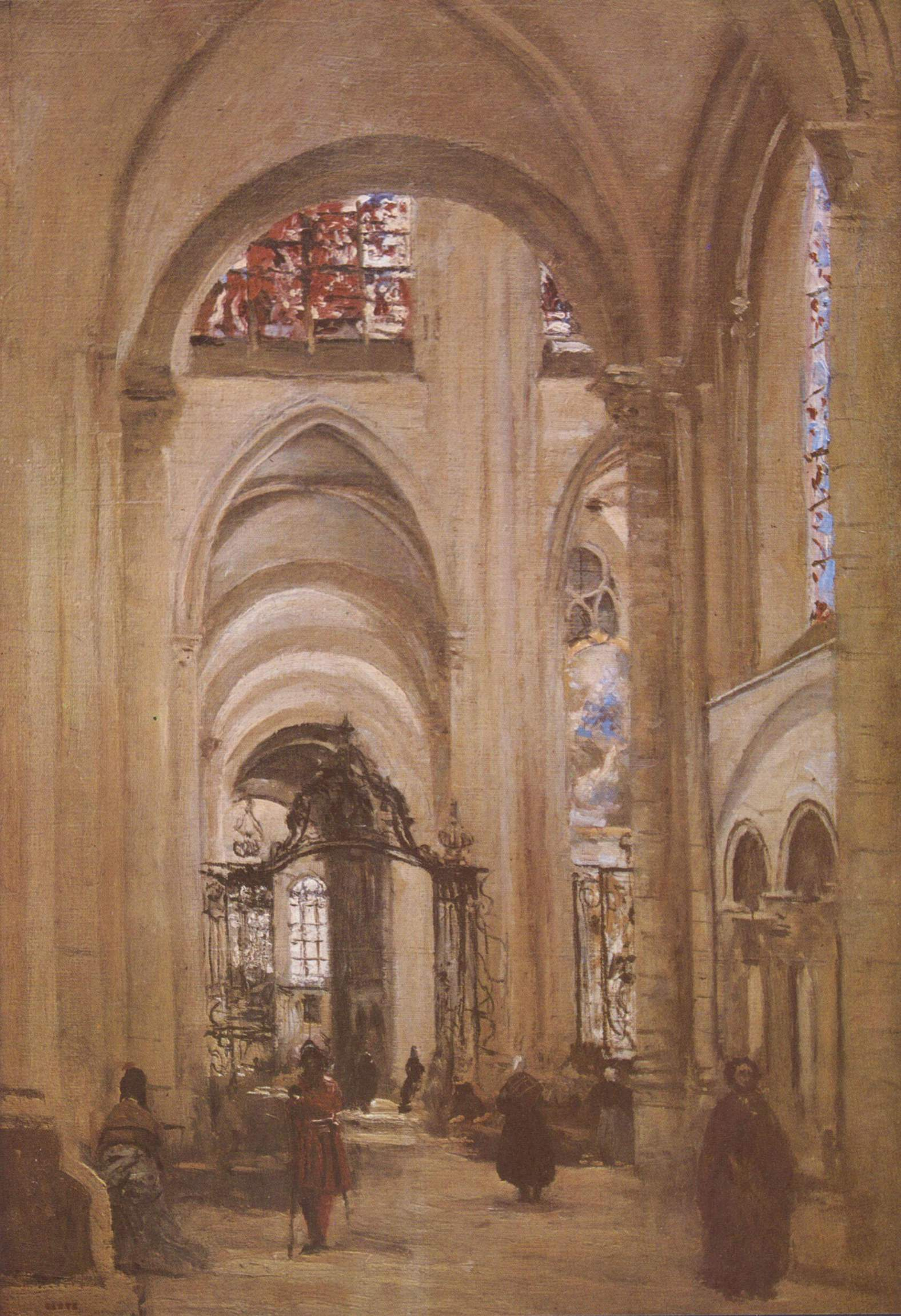
Inside the cathedral of Sens, Jean-Baptiste Camille Corot, c. 1874.

- サンスの大聖堂; フランスにおける初期ゴシック建築の一つ。
- 大司教の宮殿
- サン・モーリス教会
- アブラハムの家
- 美術館

## 姉妹都市
- チェスター（連合王国）
- ロラッハ（ドイツ）
- セニガリア（イタリア）
- ヴィーシュホロド、ウクライナ
- Fafe、ポルトガル

## サンス出身の人物
- バカリ・サニャ : サッカー選手
- クレマン・シャントーム : サッカー選手
- ルイ・アントワーヌ・フォヴレ・ド・ブーリエンヌ : 外交官